# Šentožbolt
Šentožbolt este o localitate din comuna Lukovica, Slovenia, cu o populație de 46 de locuitori.